# Reprezentacja Indii w piłce ręcznej kobiet
Reprezentacja Indii w piłce ręcznej kobiet – narodowy zespół piłkarek ręcznych Indii. Reprezentuje swój kraj w rozgrywkach międzynarodowych.

## Turnieje

### Udział wmistrzostwach Azji
| Rok  | Wynik | Źródło |
| ---- | ----- | ------ |
| 1987 | –     |        |
| 1989 | –     |        |
| 1991 | –     |        |
| 1993 | 7.    |        |
| 1995 | –     |        |
| 1997 | –     |        |
| 1999 | –     |        |
| 2000 | 6.    |        |
| 2002 | –     |        |
| 2004 | –     |        |
| 2006 | –     |        |
| 2008 | 8.    |        |
| 2010 | –     |        |
| 2012 | 8.    |        |
| 2015 | 7.    |        |
| 2017 | –     |        |
| 2018 | 8.    |        |
| 2021 | –     |        |

### Udział wigrzyskach azjatyckich
| Rok  | Wynik | Źródło |
| ---- | ----- | ------ |
| 1990 | –     |        |
| 1994 | –     |        |
| 1998 | –     |        |
| 2002 | –     |        |
| 2006 | 8.    |        |
| 2010 | 8.    |        |
| 2014 | 8.    |        |
| 2018 | 9.    |        |